# Светлый (Владимирская область)
Светлый — посёлок в Александровском районе Владимирской области, входит в состав Андреевского сельского поселения.

## География
Посёлок расположен в 15 км на запад от центра поселения села Андреевское и в 3 км на северо-восток от Александрова. 

## История
Основан после Великой Отечественной войны как посёлок Подсобного хозяйства управления рабочего снабжения Московской железной дороги в составе Ивано-Соболевского сельсовета. В 1966 году посёлок переименован в Светлый. С 1967 года посёлок в составе Елькинского сельсовета, с 2005 года — в составе Андреевского сельского поселения. 

## Население
| 2002 | 2010 | 2021 |
| ---- | ---- | ---- |
| 317  | ↗349 | ↗432 |